# 佩烏奇尼察河
50°57′32″N 16°24′51″E / 50.95889°N 16.41417°E

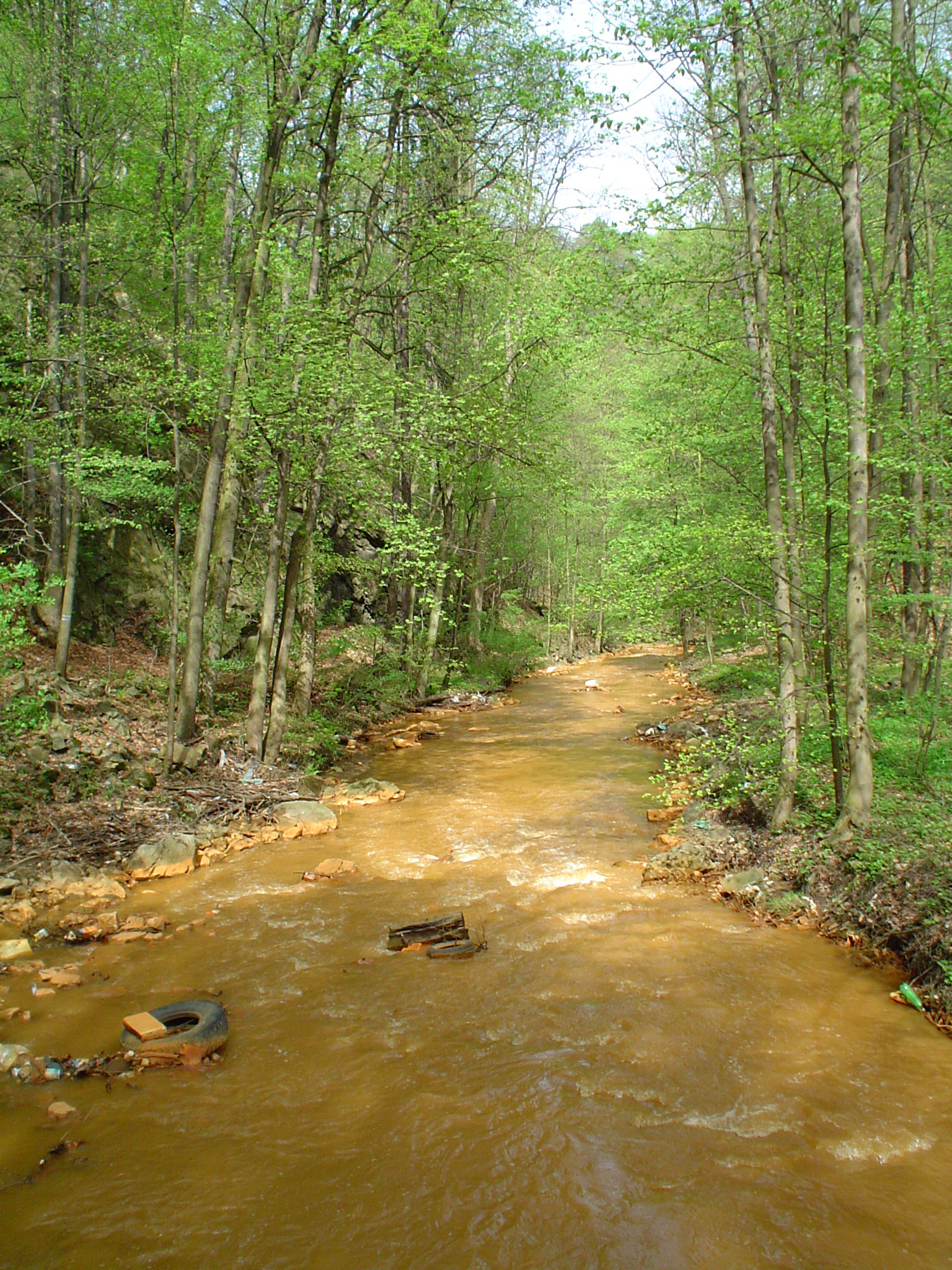

佩烏奇尼察河是波蘭的河流，位於該國西部，處於下西里西亞省，屬於斯切戈姆卡河的右支流，河道全長40公里，流域面積68平方公里，發源自瓦烏布日赫。